# Deutscher Soldatenfriedhof Wambrechies

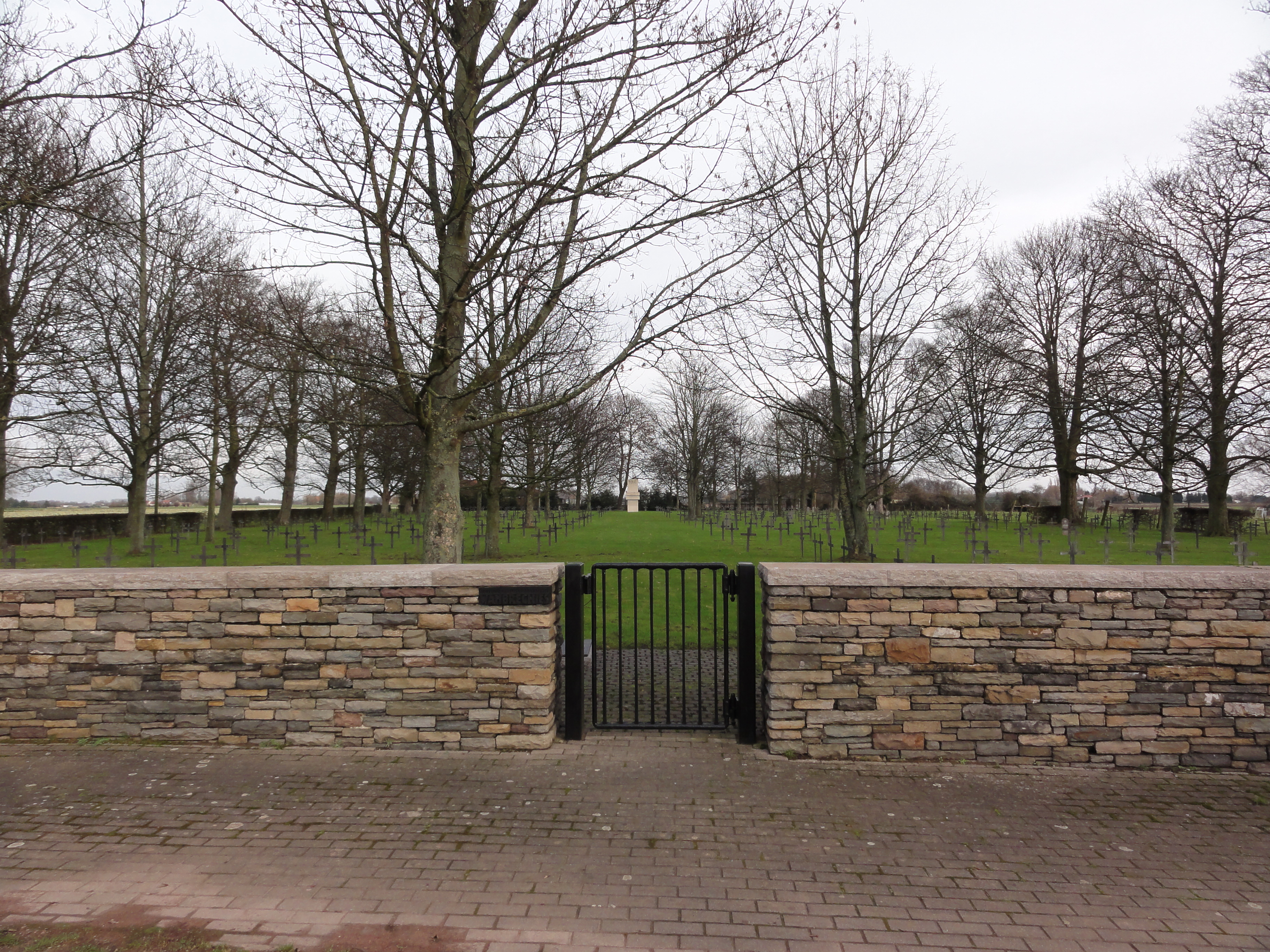
Begraafplaats

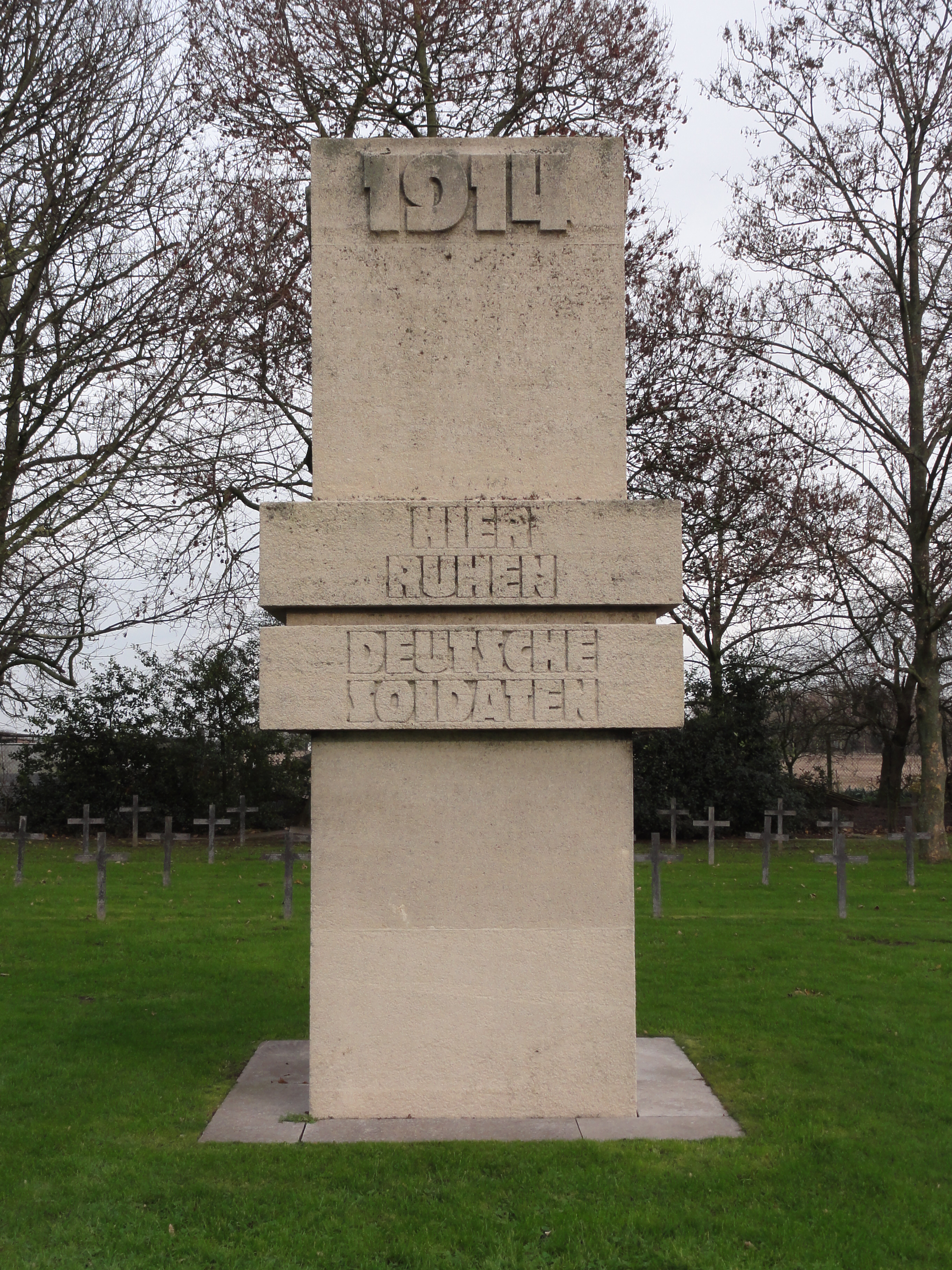
Herdenkingsmonument

Het Deutscher Soldatenfriedhof Wambrechies is een militaire begraafplaats in de Franse gemeente Wambrechies. Er rusten 2.348 Duitse soldaten die sneuvelden in de Eerste Wereldoorlog, waarvan 33 onbekenden. De begraafplaats ligt 2,5 kilometer ten noordwesten van het dorpscentrum, nabij de Deule en de weg naar Quesnoy-sur-Deûle. De begraafplaats heeft een rechthoekig grondplan. Kruisjes duiden er de graven aan, met uitzondering van 11 joodse graven. Het is een begraafplaats van de Volksbund Deutsche Kriegsgräberfürsorge.

## Geschiedenis
Wambrechies lag tijdens de oorlog nabij het Westfront. De begraafplaats werd in september 1916 aangelegd door Beierse legereenheden. Bijna de helft van de soldaten die hier begraven liggen sneuvelden in 1917 ten zuiden van Ieper, nabij Mesen en Wijtschate. Een 500-tal sneuvelde ook bij grote Duitse aanvallen op Armentières en de Kemmelberg in 1918. Na de oorlog werd de begraafplaats door de Fransen uitgebreid en aangevuld met doden uit de omliggende gemeenten. Later werd de begraafplaats verder ingericht.